# Kevin Systrom
Kevin Systrom (Holliston, Massachusetts, 30 de diciembre de 1983) es un empresario y programador estadounidense, más conocido por ser el cofundador de Instagram junto a Mike Krieger.

## Biografía
Systrom nació en 1983 en Holliston, Massachusetts. Es el hijo de Diane (Pels), un ejecutivo de marketing en Zipcar, quién también trabajó en Monstruo y Swapit durante la primera burbuja punto com, y Douglas Systrom,3 no Vicepresidente en Recursos Humanos en TJX Compañías.
Systrom estudió en la Escuela Middlesex en Concord, Massachusetts, donde conoció la programación computacional. Su interés creció al jugar al Doom II y creando sus niveles propios como niño. También creó programas para gastar bromas a sus amigos al piratear sus cuentas de mensajería instantánea de AOL.

## Carrera

### Google
Tras graduarse en Stanford se pone a trabajar en Google con Gmail, Google Calendar, Docs, Spreadsheets y otros productos. Systrom dejó a Google fuera de la frustración de no ser movido al programa de Gerente de Producto Asociado.

### Burbn
Después se unió a Nextstop, una iniciativa de recomendación de ubicación fundada por extrabajadores de Google que fue adquirida por Facebook en 2010, Systrom pensó en combinar registros de ubicación y juegos sociales populares. Hizo el prototipo de lo que luego se convirtió en Burbn y lo lanzó a Baseline Ventures y Andreessen Horowitz en una fiesta. Se le ocurrió la idea cuando estaba de vacaciones en México cuando su novia no estaba dispuesta a publicar sus fotos porque no se veían lo suficientemente bien cuando las tomaba la cámara del iPhone 4. La solución al problema fue utilizar filtros, ocultando efectivamente la inferioridad cualitativa de las fotografías. Posteriormente, Systrom desarrolló el filtro X-Pro II que todavía está en uso en Instagram hoy en día.
Decidió abandonar su trabajo para explorar si Burbn podría convertirse en una empresa. A las 2 semanas de dejar su trabajo, recibió una ronda inicial de financiación de US $ 500,000 de Baseline Ventures y Andreessen Horowitz. Durante su estancia en San Francisco, Systrom y Mike Krieger convirtieron Burbn, un servicio de registro de HTML 5, en un producto que permitía a los usuarios hacer muchas cosas: verificar ubicaciones, hacer planes (check-ins futuros), ganar puntos por salir con amigos, publicar fotos y mucho más. Sin embargo, al recordar sus estudios en Mayfield Fellows Program, Krieger y Systrom identificaron que Burbn contenía demasiadas funciones y que los usuarios no querían un producto complicado. Decidieron enfocarse en una característica específica, compartir fotos. El desarrollo de Burbn llevó a la creación de Instagram.

### Instagram
En 2010, Systrom fundó el servicio de redes sociales de intercambio de fotos y, más tarde, de video Instagram con Mike Krieger en San Francisco, California. El nombre "Instagram" proviene de las palabras "cámara instantánea" y "telegrama".
En abril de 2012, con 13 empleados,  fue vendido a Facebook por mil millones de dólares en efectivo y acciones.  Según múltiples informes, con el acuerdo ganó 400 millones de dólares en función de su participación en el negocio.  Una de las contribuciones clave a la adquisición es que Mark Zuckerberg afirmó que Facebook está "comprometido con la creación y crecimiento de Instagram de forma independiente", lo que permite a Systrom continuar liderando Instagram. Systrom declaró en una entrevista con Bloomberg que las ventajas de formar parte de Facebook eran que "tenemos que emparejarnos con una gigante de una compañía que entiende cómo crecer, entiende cómo construir un negocio, tiene una de las mejores, si no es el mejor equipo de gestión en tecnología y tenemos que usarlos como nuestro recurso ".
En una entrevista con Forbes, declaró que "Instagram es una nueva forma de comunicación ideal para el iPhone siempre-con-usted en el mundo de los medios sociales de hoy. Instagram es una red social construida alrededor de fotos, donde las personas pueden comentar rápidamente o 'Me gusta' las fotos y compártalas en Twitter o Facebook ". Systrom identifica a Instagram como una compañía de medios, lo que explica el despliegue de publicidad en video de grandes compañías como Disney, Activision, Lancome, Banana Republic y CW a fines de 2014.
Bajo el liderazgo de Systrom, Instagram desarrolló características clave como la pestaña Explorar, filtros y video. Con el tiempo, Instagram ha desplegado características que permiten a los usuarios subir y filtrar fotografías y videos cortos, seguir los feeds de otros usuarios, geoetiquetar imágenes, nombrar la ubicación y comentar las fotografías y videos cortos de otros usuarios. Instagram permitió el desarrollo de perfiles web en 2012, conectando cuentas a Facebook, Twitter, Tumblr y Flickr en 2013, una pestaña Explore a mediados de 2012 y Video en junio de 2013. Instagram ofrece 19 filtros fotográficos; Normal, 1977, Amaro, Branna, Earlybird, Hefe, Hudson, Inkwell, Kelvin, Lo-Fi, Mayfair, Nashville, Rise, Sierra, Sutro, Tostadora, Valencia, Willow, X-Pro II.
Systrom contrató al exvicepresidente de Yahoo, James Everingham, así como a Kevin Weil, quien anteriormente dirigió el desarrollo de productos en Twitter, como ejecutivos de alto rango en Instagram. 
A octubre de 2015, se habían compartido 40 mil millones de imágenes en Instagram.
A partir de junio de 2016, Instagram tenía más de 500 millones de usuarios activos.
También en 2016, CNN citó un estudio según el cual Snapchat era considerada la red social más importante entre los adolescentes de 14 a 19 años, la primera vez en dos años que Instagram no figuraba en la cima.
En el futuro, Systrom busca desarrollar Instagram aún más para integrar mejor el uso de videos en la aplicación. También afirmó que en unos pocos años, la empresa podría estar involucrada en productos de Realidad Virtual.
Según Quartz y The New York Times, Systrom y Krieger implementaron un sistema para superar los cuellos de botella y demorar la toma de decisiones en la empresa mediante la programación de reuniones en las que solo se toman decisiones. Este enfoque fue informado por el interés de Systrom en las teorías de los negocios académicos, en particular el concepto de The Innovator's Dilemma de Clayton M. Christensen. [cita requerida]
El 24 de septiembre de 2018, Systrom anunció que él y su socio Mike Krieger abandonaban Instagram «para explorar de nuevo nuestra creatividad y curiosidad».